# Piranga vermillon
Piranga rubra
Pour les articles homonymes, voir Tangara vermillon (homonymie).
Espèce
Statut de conservation UICN

 LC  : Préoccupation mineure
Le Piranga vermillon (Piranga rubra), anciennement Tangara vermillon, est une espèce de passereaux de la famille des Cardinalidae qui était auparavant placée dans la famille des Thraupidae.

## Répartition

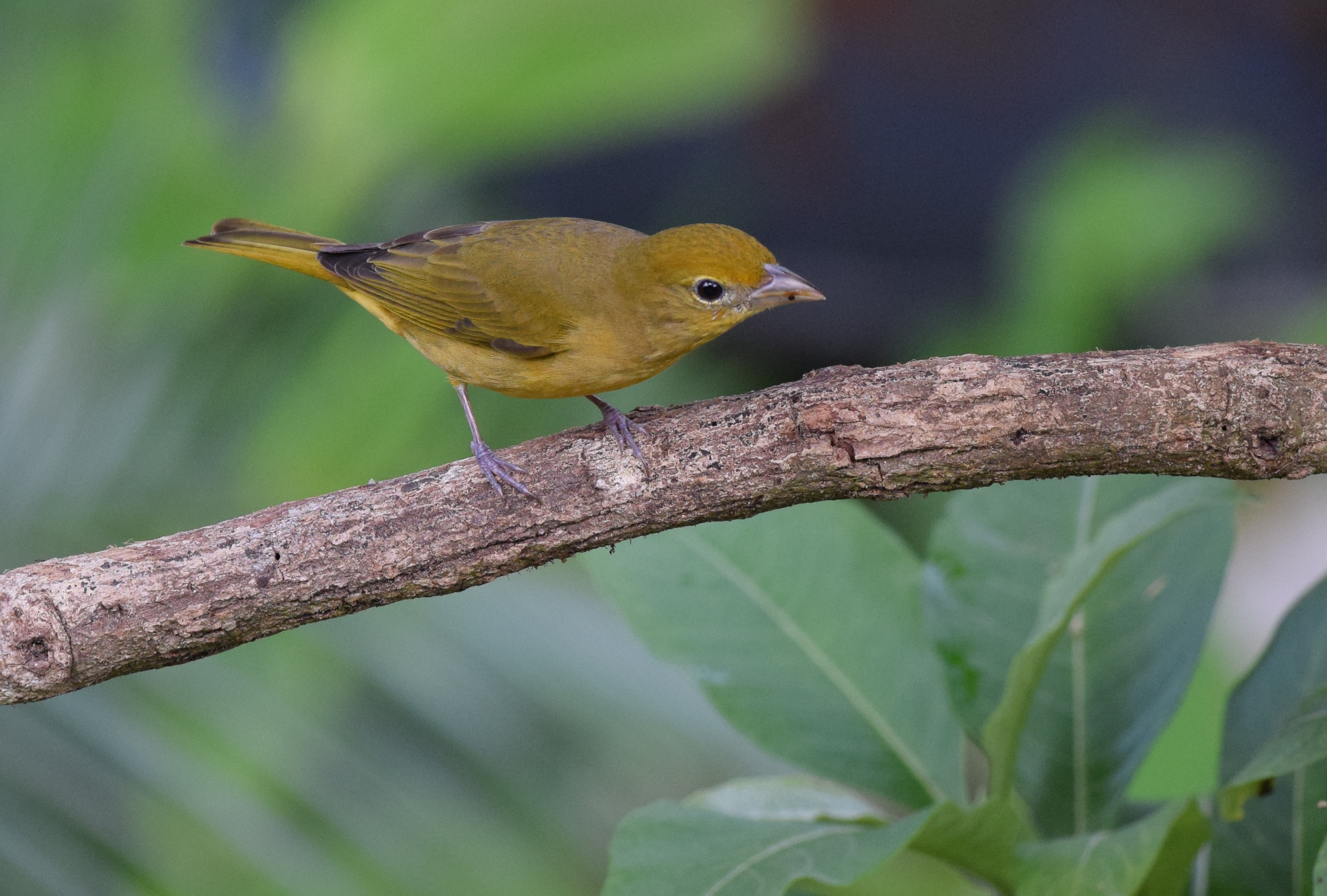
femelle

Cet oiseau niche dans le sud/sud-est des États-Unis et le nord du Mexique ; il hiverne en Amérique centrale et le nord-ouest de l'Amérique du Sud.

## Sous-espèces
Cet oiseau est représenté par deux sous-espèces :
- Piranga rubra cooperi Ridgway, 1869 ;
- Piranga rubra rubra (Linnaeus, 1758).